# Zacke
Zacke, pseudonimo di Zakarias Lekberg (Luleå, 9 agosto 1983), è un rapper svedese.

## Biografia
Zacke ha ottenuto il suo primo ingresso nella Sverigetopplistan col secondo album in studio Renhjärtat (2013), arrivato al 47º posto. L'LP più recente, Pengar. Frihet. Zakaria Jamal. (2020), gli ha fatto guadagnare una nomination per il Grammis all'hip hop dell'anno.

## Discografia

### Album in studio
- 2010 – Visst är det vackert
- 2013 – Renhjärtat
- 2016 – Fattigkussen
- 2020 – Pengar. Frihet. Zakaria Jamal.

### Singoli
- 2008 – BS
- 2009 – Öppet idag (feat. David Björkén)
- 2009 – Spela mig på radion (feat. Movits!)
- 2012 – Mammas nya kille (con Frej Larsson)
- 2012 – Utomlands (con Peter Morén)
- 2012 – En skata flög (con David Björkén)
- 2013 – Minicall (feat. Timbuktu)
- 2013 – Torgny
- 2014 – Colors in the City (con Yotti feat. Baylie)
- 2016 – Spy på dom
- 2016 – Tala fult (con Den svenska björnstammen e i Movits!)
- 2016 – Ohojaja (con Kevin Mukuri)
- 2017 – Rondellen (feat. Säkert!)
- 2020 – Ge dom allt
- 2020 – Solsidan
- 2020 – 100 mil (con Movits!)
- 2020 – Kommer hem (con Parham)
- 2022 – I ett case
- 2023 – Bottenviken
- 2023 – Malariaviken (con Annika Norlin)
- 2024 – Håll i er (feat. Alma Augusta)
- 2024 – Blivit av (con Erik Lundin)